# Brasão de armas de Reunião
O brasão de armas de Reunião é o símbolo representativo da ilha da Reunião. Foi concebido por Émile Merwart em 1925 para a Exposição Colonial realizada em Petite-Île. Cada divisão simboliza partes da paisagem e da história da ilha.

## Ordenação heráldica
Esquartelado: 1 - Campo de Verde, três vulcões de prata,  o da dextra em erupção, o central encimado por "MMM" por escrito do mesmo esmalte, sainte de um mar do mesmo esmalte. 2 - Campo Partido de azul e vermelho, um barco de prata, sobre um mar do mesmo esmalte; 3 - Campo de azul, três flores-de-lis de ouro; 4 - vermelho, semeado de abelhas de ouro. Sobre tudo e ao centro, um escudete terciado em pala, o primeiro de azul, o segundo de prata com as letras R e F uma em cima da outra de ouro, e o terceiro de vermelho.
O escudo é encimado por um pergaminho de ouro, com as palavras "Florebo Quocumque Ferar", sobre o qual se pendem videiras de baunilha, a verde. 

## Significado do brasão
Os três vulcões representam a paisagem vulcânica da ilha da Reunião. O número "MMM" (3.000 em algarismos romanos) indica a altura aproximada do Piton des Neiges, 3.069 metros. O resto do brasão evoca a história da ilha:
- A nau representa o navio Saint-Alexis, que chegou à ilha em 1638;
- As três flores-de-lis (símbolo da dinastia Bourbon) aludem ao nome histórico da ilha da Reunião, Ilha Bourbon, enquanto possessão da monarquia francesa;
- As abelhas simbolizam o período histórico da ilha sob o domínio do Primeiro Império Francês (as abelhas são símbolos utilizados por Napoleão Bonaparte), quando a ilha era conhecida como Ilha Bonaparte;
- O escudete ao centro é uma representação da bandeira Francesa, carregada com as iniciais RF de République Française (República Francesa).

O lema "Florebo Quocumque Ferar" ("Florescerei onde quer que seja plantado") era originalmente o da Companhia Francesa das Índias Orientais.